# Will Anderson Jr.
Will Anderson Jr. (Hampton, Georgia; 2 de septiembre de 2001) es un jugador profesional estadounidense de fútbol americano, se desempeña en la posición de defensive end en Houston Texans, en la National Football League (NFL).

## Carrera
Hizo su debut profesional con el equipo Houston Texans, lleva jugando una temporada, comenzó en el 2023.